# Televoto
El televoto (también voto telefónico, votación por teléfono y votación por llamada) es un método de toma de decisiones y sondeo de opinión realizado por teléfono. El televoto también puede extenderse al voto mediante mensaje de texto SMS a través de un teléfono móvil.

## Concursos con televotos
El televoto implica que los organismos de radiodifusión proporcionen a la audiencia diferentes números de teléfono asociados a los concursantes participantes; el resultado se decide por el número de llamadas a cada línea. Los televotos se utilizan con mayor frecuencia para determinar los resultados semanales en concursos de telerrealidad, como las franquicias Gran Hermano, Bailando con las estrellas, La Voz, Idols y Factor X.
En 1997, el Festival de la Canción de Eurovisión comenzó a implementar la televotación pública para determinar su ganador, y su implementación masiva comenzó en 1998. Inicialmente, el televoto reemplazó por completo el sistema anterior, en el que las candidaturas eran calificadas por jurados regionales. Estos cambios dieron lugar a una mayor prominencia del " voto en bloque ", en el que el patrón de votación de un país comúnmente favorecía a las naciones vecinas (como los países escandinavos, bálticos, balcánicos y de la CEI) y a países con culturas similares (Reino Unido e Irlanda). Entre 2009 y 2015, la mayoría de los países utilizaron una división 50/50 entre los resultados de un jurado y de la votación televisiva. Desde 2016, la mayoría de los países todavía utilizan un proceso de televotación y un jurado para determinar los resultados; los votos ya no se combinan sino que se tratan por separado.

## Televoto de democracia deliberativa
El televoto se inicia mediante un muestreo aleatorio de una población mediante marcación aleatoria de dígitos. Las personas contactadas que se ofrezcan voluntariamente a recibir materiales informativos escritos sobre un tema en particular, que han sido preparados por un panel de representantes de diferentes grupos de partes interesadas afectados por ese tema y que incorporan diversos puntos de vista o perspectivas.Los voluntarios que discutan el tema entre sus familiares y amigos hasta que hayan llegado a una decisión. Al final de este período se les vuelve a preguntar por teléfono para conocer sus opiniones.

### Ventajas del televoto
El voto telefónico se presenta como un método de deliberación democrática más económico en comparación con diversas alternativas, como la votación deliberativa, dado que no exige la presencia física de los participantes.
Al igual que otras técnicas democráticas deliberativas, también tiende a producir decisiones más razonadas que las encuestas de opinión "en bruto", porque los participantes están expuestos a diversas perspectivas distintas de las suyas en los materiales informativos que reciben.

### Desventajas del televoto
El voto telefónico puede ser menos eficaz que otros métodos de deliberación democrática en los que un moderador o facilitador capacitado está disponible en persona para garantizar que los grupos deliberen seriamente sobre el tema que se les plantea.